# Патешки истории: Съкровището на изгубената лампа
„Патешки истории: Съкровището на изгубената лампа“ (на английски: DuckTales the Movie: Treasure of the Lost Lamp) е американски анимационен филм от 1990 г., който е базиран на анимационния сериал „Патешки истории“. Режисиран от Боб Хаткок, по сценарий на Алън Бърнет, озвучаващия състав се състои от Алън Янг, Терънс Макгавърн, Ръси Тейлър и Чък Маккан, докато Ричард Либертини, Рип Тейлър и Кристофър Лойд озвучават новите герои. Събитията на филма заемат място между третия и четвъртия сезон на сериала.
Филмът е пуснат по кината от Уолт Дисни Пикчърс на 3 август 1990 г., и отбелязва първият филм, който Дисни разпространяваше анимационен филм, който не е продуциран от Уолт Дисни Фийчър Анимейшън. Той е първият анимационен филм на Дисни, който е продуциран от Уолт Дисни Телевижън Анимейшън под етикета Disney MovieToons и е анимиран от Walt Disney Animation France S.A.